# Gospodarka zbrojeniowa
Gospodarka zbrojeniowa – uprzywilejowanie sektora zbrojeniowego gospodarki przy jednoczesnym ograniczaniu konsumpcji ludności cywilnej, stosowana w systemie nakazowo-rozdzielczym celem wzmocnienia siły uderzeniowej sił zbrojnych. Przeważnie gospodarka zbrojeniowa jest etapem przejściowym do gospodarki wojennej.
Adolf Lampe głosił, że przejście od gospodarki pokojowej do wojennej powinno odbywać się z uwzględnieniem elementów gospodarki rynkowej, ponieważ przedsiębiorca wie lepiej od urzędnika (centralnego planisty) jak sprostać wymaganiom wojska oraz zaspokoić elementarne potrzeby ludności cywilnej, określone jednak przez władze państwowe co do asortymentu. Jednocześnie należy dołożyć starań, aby zmniejszyć siłę nabywczą ludności. W związku z tym zalecał podwyższanie podatku dochodowego, kontrolę płac oraz kontrolę obrotu dewizowego.
W polityce agrarnej Lampe widział zagrożenie spadku produkcji żywności spowodowane wprowadzaniem przez państwo cen maksymalnych (jakoby dla ochrony konsumentów), nie gwarantujących opłacalności rolnictwa.